# Голод у Ємені (2016—)
З 2016 року в Ємені триває голод, який розпочався під час громадянської війни в Ємені. Понад 17 мільйонів населення Ємену голодають;понад 3,3 мільйона дітей і вагітних або годуючих жінок страждають від гострого недоїдання. Більше ніж 100 000 постраждалих дітей перебувають в губернаторстві Ходейда, причому місто Ходейда найгірше постраждало ніж район провінції.За даними Норвезької ради у справах біженців, голод у Ємені незабаром досягне «біблійних розмірів». Голод загострюєтся спалахом холери, в результаті чого щодня виникає 5000 нових випадків. Руйнування єменської інфраструктури, систем охорони здоров’я, води та каналізації повітряними ударами коаліції під керівництвом Саудівської Аравії призвело до поширення холери. ЮНІСЕФ заявляє, що авіаудари коаліції навмисно націлені на водні системи в Ємені.
Після 5 листопада 2017 року голод у Ємені збільшився через те, що саудівці за допомогою США посилили їхню морську, повітряну та сухопутну блокаду. За словами менеджера порту Ходейди, який знаходиться під контролем хуситів, ліки та продукти харчування не можуть дойти до Ходейди, оскільки авіаудари під зруйнували промислові крани порту в серпні 2015 року. 23 листопада блокада була частково, але повністю не знята, і деякі гуманітарні поставки були дозволені до країни. Однак загроза голоду залишається серйозною, і пізніше незалежні джерела спростували блокування блокади.
У жовтні 2018 року Організація Об'єднаних Націй попередила, що 13 мільйонів людей стикаються з голодом , що може бути "найгіршим голодом у світі за 100 років". Наступного місяця у доповіді Save the Children було підраховано, що 85,000 дітей віком до п'яти років померли від голоду. Деякі політики порівнюють голод в Ємені з голодомором у радянській Україні.

## Причини

### Втручання Саудівської Аравії
Голод — прямий результат втручання під Саудівської Аравії в Ємен та блокади.Ємен був уже найбіднішою нацією на Аравійському півострові та Середньому Сході, а Ходейда - одне з найбідніших міст Ємену, але війна та морська блокада коаліцією та ВМС США значно погіршили ситуацію. Рибальські човни, основна життєдіяльність мешканців Ходейди, були знищені авіаударами Саудівської Аравії, залишивши їх без будь-яких засобів для забезпечення своїх сімей. В результаті одна дитина в середньому помирає кожні десять хвилин.Експертна група ООН встановила, що Саудівська Аравія цілеспрямовано перешкоджає доставці гуманітарної допомоги в Ємен.
Повідомлялося, що Саудівська Аравія навмисно спрямовувала атаки  на засоби виробництва та розповсюдження їжі в Ємені , бомбардуючи ферми, рибальські човни, порти, продовольчі сховища, продовольчі заводи, та інших підприємств з метою посилення голоду. Ці дії призвели до того, що ООН звинуватила коаліцію під керівництвом Саудівської Аравії у вчиненні воєнних злочинів і "повній зневазі до людського життя".  1500 шкіл було пошкоджено та знищено під час громадянської війни в Ємені.Після підтримки Саудівською Аравією війська Хаді відбивши  Моху у хуситів, вони заборонили рибалкам працювати. Союз єменських рибалок звинуватив коаліцію у веденні війни проти рибалок.
Американський сенатор Кріс Мерфі звинуватив Сполучені Штати у співучасті в гуманітарній кризі в Ємені, сказавши:
"Тисячі і тисячі всередині Ємену вмирають сьогодні ... Цей жах викликаний частково нашим рішенням сприяти проведенню бомбардувальної кампанії, яка вбиває дітей і схвалити саудівську стратегію всередині Ємену, яка навмисно використовує хвороби та голод та відкликання гуманітарної підтримки як тактику ".
Британський дослідник Алекс де Вааль вважає голод у Ємені як:
Найгірший у світі з часу Північної Кореї у 90-х роках і той, у якому відповідальність Заходу найбільш чітка ... Британія продала принаймні 4,5 мільярда фунтів зброї Саудівській Аравії та 500 мільйонів фунтів стерлінгів в ОАЕ з початку війни. Роль США ще більша: Трамп санкціонував продаж зброї саудівцям на суму 110 мільярдів доларів у травні минулого року. Ємен стане визначальним злочином голоду цього покоління, можливо, цього століття.
Лікарі без кордонів (MSF) надають допомогу жертвам голоду та спалаху холери, а також надають допомогу психічному здоров’ю тим, хто постраждав від війни.

### Конфіскаціця їжі хуситами
Хуситські повстанці звинувачувались у незаконній конфіскації продуктів харчування та ліків у цивільних осіб, які їх контролювали, включаючи організації Human Rights Watch (HRW), MSF та Всесвітню програму продовольства (WFP). з тих, хто має право на отримання його в Сані та Сааді.

## 2016
Повідомлялося, що рішення Абда Раббу Мансура Хаді про перенесення Центрального банку Ємену в Аден у вересні 2016 року посилило вразливі умови життя населення. Цей крок "був спрямований в першу чергу на відключення бюрократії, керованої Салехом, що базується в Сані. Натомість це спровокувало серйозну кризу ліквідності, яка спричинила голод, оскільки десь між 8,5 мільйонами і 10 мільйонами єменців покладаються на зарплати в державному секторі, які не виплачуються більше року ".

Центр стратегічних досліджень Сани зафіксував, що банківська криза насправді почалася на початку 2010 року, коли американські банки почали закривати рахунки єменських банків, а з початком конфлікту в 2011 році, Ємен потрапив під юрисдикцію глави 7 ООН. "Великі європейські та американські банки повністю перестали взаємодіяти з єменськими банками. Єменські банки не змогли задовольнити запити клієнтів про зняття готівки - що призвело до подальшого зберігання за межами банківської системи - і не мали депозиту в Центральному банку Ємену. Ці множинні, взаємопов'язані та взаємно посилюючі фактори допомогли спровокувати серйозну кризу ліквідності готівкового сектора в середині 2016 року ».

## 2017

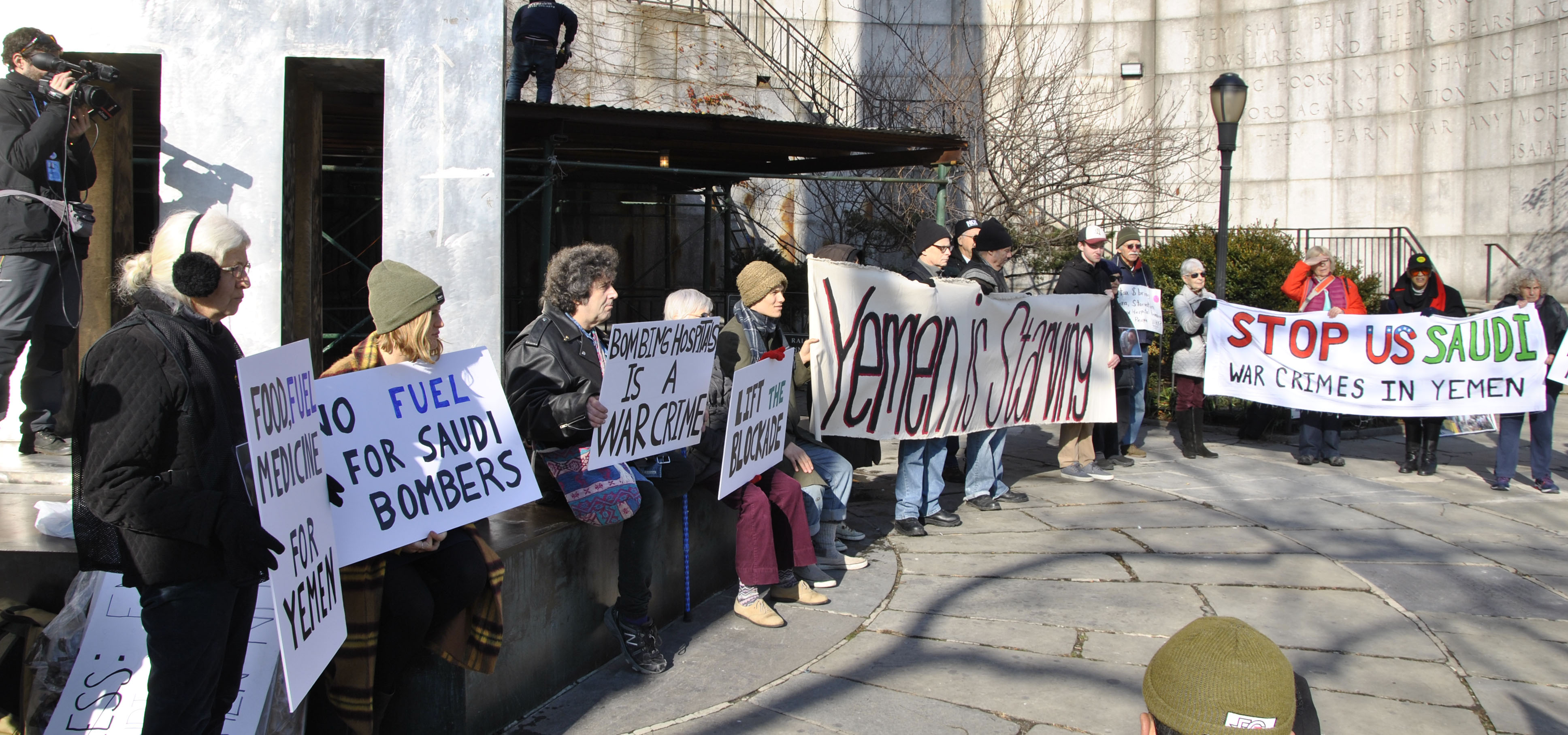
Протест проти участі США у військовій інтервенції в Ємені, Нью-Йорк, 2017

Понад 50 000 дітей у Ємені загинули від голоду протягом 2017 року.
5 листопада 2017 року коаліція почала блокувати всі поставки палива до Ємену, внаслідок чого фермери відмовилися від сучасного обладнання, таких як трактори, і змусили лікарні працювати без генераторів.
11 грудня 2017 року Джеймі Макголдрік, гуманітарний координатор ООН у Ємені, підтвердив, що 8 мільйонів у країні на межі голодування, якщо не буде дозволений доступ до негайної гуманітарної допомоги. 13 грудня 2017 року адміністратор USAID Марк Ендрю Грін заявив, що немає жодних ознак того, що блокада будь-яким чином полегшена, а єменські порти все ще повністю заблоковані.
За інформацією The Economist, ще однією головною причиною голоду є популярність вирощування та споживання хату, що вимагає для вирощування значної кількості води, крім того, що є найпопулярнішим наркотиком у Ємені. Вирощування хату монополізували повстанці-хусити.

## 2018
У липні 2018 року в Ємені зафіксовано зростання на 25% випадків важкого голод.
У колонці за вересень 2018 року в The New York Times Ніколас Крістоф заявив, що США підтримують злочини проти людства в Ємені, додавши, що "Америка допомагає вбивати, калічити та голодувати єменських дітей. Щонайменше вісім мільйонів єменців голодують через голод, який спричинений не неврожаєм, а нашими діями та діями наших союзників. Організація Об'єднаних Націй назвала це найгіршою гуманітарною кризою в світі».
У жовтні 2018 року Всесвітній фонд миру оприлюднив звіт, в якому документував систематичне націлювання та знищення інфраструктури виробництва та розповсюдження харчових продуктів у Ємені коаліцією.
31 жовтня 2018 року США та Велика Британія, найбільші постачальники зброї Саудівській Аравії, закликали до припинення вогню у конфлікті в Ємені. У прес-релізі Державного секретаря США Майка Помпео вказується, що "Припинення військових дій та енергійне відновлення політичної колії також допоможуть полегшити гуманітарну кризу. Пора припинити цей конфлікт, замінити конфлікт компромісом", дозволити єменцям оздоровитись миром та реконструкцією ". 10 листопада 2018 року США оголосили, що більше не заправлятимуть літаки коаліції, які літають над Єменом. США продовжує підтримувати втручання під проводом Саудівської Аравії з продажу зброї та обміну розвідкою.
У листопаді 2018 року, згідно з повідомленням New York Times, 1,8 мільйона дітей в Ємені сильно недоїдають.